# Théorie des cycles réels
La théorie des cycles réels (en anglais : Real Business Cycle Theory) est une théorie économique qui vise à expliquer les cycles économiques par des fluctuations des niveaux de productivité. Les cycles économiques seraient liés à des chocs de productivité, liés par exemple à l'irruption d'une innovation dans les processus de production.
La théorie des cycles réels appartient au courant de la nouvelle économie classique.

## Historique

### Création
La théorie des cycles réels est une théorie développée par Finn E. Kydland et Edward C. Prescott en 1982, qui ont obtenu le Prix Nobel d'économie en 2004 pour leurs travaux. Un article ultérieur (Prescott, 1986) a apporté des précisions à la théorie. 
Cette théorie a été considérée en son temps comme « le principal cadre de référence à l'analyse des fluctuations économiques ». Elle a permis la création d'un modèle prédictif (modèle dit RBC, pour Real Business Cycle). Mobilisé par l'école de la nouvelle économie classique, le modèle a rencontré un succès certain auprès du monde académique. Mis à l'épreuve sur des données empiriques, il a fini par être très critiqué dans les années 1990 pour son incapacité à saisir certains phénomènes du cycle économique. 

### Évolutions
Les critiques adressées à la théorie et au modèle ont conduit, dès le milieu des années 1980, à des évolutions du modèle RBC. En 1984, Robert King et Charles Plosser mettent à jour le modèle pour introduire un secteur financier en plus du secteur des biens et services ; la demande de monnaie y est fonction du niveau de revenu. Le modèle RBC adopte ainsi une position endogène concernant l'offre de monnaie. En 1985, Gary Hansen modifie le modèle pour introduire l'hypothèse selon laquelle les travailleurs ne peuvent choisir leur durée de travail (il est à la place choisi par les patrons, qui n'accordent le nombre d'heures maximal prévu par le contrat de travail que lorsque l'économie tourne à plein régime). 

### Postérité
Le modèle RBC a toutefois permis la création, quelques années plus tard, des modèles d'équilibre général dynamique stochastique (dits modèles DSGE) par la nouvelle économie keynésienne, qui en reprend la structure mais en change les hypothèses afin de les rendre plus réalistes. 
La théorie n'a eu quasiment aucun effet sur le cadre de pensée théorique des banques centrales et des grandes institutions économiques.

## Théorie

### Un cycle lié aux fluctuations de la productivité
Le modèle des cycles réels soutient que les cycles sont liés à des fluctuations du niveau de productivité. Les périodes de croissance économique et de récession économique ne sont alors que des réponses de l'économie à des chocs exogènes. Le cycle réel est donc produit par la réaction (optimale) des agents économiques à ces chocs.
Ces chocs ne sont pas des chocs monétaires liés à la politique monétaire, mais bien des chocs réels, c'est-à-dire un choc lié à la productivité des facteurs de production. Ce peut être un choc dû à l'innovation, c'est-à-dire au progrès technologique qui améliore la productivité d'un secteur. Il peut aussi s'agir de l'augmentation ou de la diminution des dépenses publiques. Ce rejet de l'explication monétaire est dû à des recherches qui, dans les années 1980, ont montré que les politiques monétaires avaient peu d'effets sur les variables réelles de l'économie par rapport aux changements technologiques,. 

### Une réponse optimale des agents aux chocs
Les fluctuations économiques sont ainsi la réponse optimale des agents économiques à ces chocs. La fluctuation signifie qu'ils se repositionnent vis-à-vis de la nouvelle configuration de l'offre. Par exemple, en cas d'accroissement de sa productivité, le travailleur peut décider d'augmenter sa consommation pour dépenser le surplus obtenu (effet transitoire et limité) ou alors, de modifier son offre de travail en effectuant un arbitrage entre le présent et le futur : il décide alors de travailler plus aujourd'hui pour partir à la retraite plus tôt. Cette théorie soutient donc la thèse du chômage volontaire.
Son enjeu est de tenir compte de la critique de Lucas en intégrant dans les modèles des comportements micro-fondés pour les agents économiques. Pour fonctionner, toutefois, il a besoin de faire appel à la théorie de l'anticipation rationnelle. La théorie reste toutefois compatible avec l'hypothèse d'un ajustement continu des marchés. Cette théorie refuse toute légitimité économique à l'intervention de l'État. 

## Postulats

### Efficience du cycle
La première hypothèse sur laquelle repose la théorie est celle de l'efficience du cycle commercial. Les fluctuations économiques sont le résultat d'une recherche d'équilibre par le système, qui subit des variations exogènes de forces réelles. La théorie se base sur l'hypothèse de marchés sans frictions. 

### Rôle premier des chocs technologiques
La deuxième hypothèse est que les chocs technologies sont la source principale des fluctuations économiques. Cette théorie est donc en rupture avec les modèles traditionnels qui donnent au progrès technologique un rôle essentiel dans la croissance de long terme, mais pas dans les fluctuations de moyen terme.

### Neutralité de la monnaie
La troisième hypothèse est que la monnaie n'a pas d'effet sur les cycles économiques. Elle est neutre.

### Agents économiques
Les agents économiques qui peuplent les modèles de la théorie des cycles réels sont des ménages considérés comme ayant une durée de vie infinie, qui sont maximisateurs en termes d'utilité. Ils sont sujets à une contrainte budgétaire intertemporelle. 

### Entreprises
Les entreprises sont considérées comme étant en grand nombre, et comme ayant toutes accès à la même technologie à un moment donné. Elles sont toutes sujettes à des chocs exogènes aléatoires.

## Débats et critiques

### Absence de chute du progrès technique
Gregory Mankiw se montre très critique envers cette théorie et le modèle qui la sous-tend. Il considère qu'il est impossible d'expliquer le chômage dû à certaines crises, comme celle de 1982, avec cette théorie. Il écrit : « Quel conjoncturiste ou chef d'entreprise prendrait au sérieux l'idée selon laquelle la récession américaine de 1982 résulta d'une baisse brutale du progrès technique ! ».

### Critique au sujet du chômage volontaire
La théorie revient à soutenir que le chômage est volontaire, car résultant d'un choix basé sur une anticipation intertemporelle de la part des agents. Paul Krugman a par exemple dit, humoristiquement, que cette théorie n'était juste que dès lors que l'on croit que le taux de chômage de 25% à la suite de la Grande dépression est dû à la décision simultané de millions d'agents économiques de prendre des vacances.

### Inversion de la relation causale
À rebours de la théorie des cycles réels, la loi de Verdoorn identifie une corrélation entre la hausse de la demande et la hausse de la productivité. Dans un travail de 2018, Kataryniuk et Martinez-Martin observent qu'une croissance forte a tendance à augmenter la productivité globale des facteurs, soit une relation inverse de celle soutenue par la théorie des cycles réels.

### Difficulté d'établissement de preuve empirique
L'Insee relève en 2012 que si ces modèles « se révélaient capables de reproduire un nombre de respectable de faits stylisés majeurs du cycle économique », le modèle « échouai[t] dans [sa] capacité à reproduire d'autres faits stylisés tout aussi importants », et c'est à ce titre qu'il est apparu comme « trop simplificateu[r] aux yeux de la majorité de la profession ». Le modèle prédisait ainsi une certaine stabilité du niveau d'emploi au cours du cycle économique, ainsi qu'une forte variabilité du salaire réel, ce qui n'était pas observé empiriquement. Pierre Dockès remarque que la théorie des cycles réels, ainsi que le modèle afférant, ont ainsi connu une chute en popularité au sein du monde académique dans les années 1990 après avoir été testés.   
Une étude de 2004 de Galí et Rabanal met en lumière des critiques relatives à la pertinence empirique de cette approche à propos des États-Unis.   